# Jagdstaffel 50
La Jagdstaffel 50 (in tedesco: Königlich Preußische Jagdstaffel Nr 50, abbreviato in Jasta 50) era una squadriglia (staffel) da caccia della componente aerea del Deutsches Heer, l'esercito dell'Impero tedesco, durante la prima guerra mondiale (1914-1918).

## Storia
La Jagdstaffel 50 venne fondata il 23 dicembre 1917 presso il Flieger-Abteilung (dipartimento di aviazione) 13 di Bromberg, diventando operativa l'11 gennaio 1918 e posta a supporto della 7ª Armata. La squadriglia ottenne la prima vittoria aerea il 25 gennaio 1918 con l'abbattimento di un pallone di osservazione. Nel settembre del 1918 venne trasferita a supporto della 3ª Armata per poi essere spostata alla 18ª Armata il 21 ottobre 1918.
Il Leutnant Hans von Freden fu l'ultimo Staffelführer (comandante) della Jagdstaffel 50 dal maggio 1918 fino al definitivo smantellamento avvenuto il 17 gennaio 1919.
Alla fine della prima guerra mondiale alla Jagdstaffel 50 vennero accreditate 45 vittorie aeree di cui 14 per l'abbattimento di palloni di osservazione. Di contro, la squadriglia perse 5 piloti, un pilota ferito in azione e 3 piloti fatti prigionieri.

## Lista dei comandanti della Jagdstaffel 50
Di seguito vengono riportati i nomi dei piloti che si succedettero al comando della Jagdstaffel 50.
| Grado    | Nome             | Periodo                          |
| -------- | ---------------- | -------------------------------- |
| Leutnant | Heinrich Arntzen | 13 gennaio 1918 - 27 maggio 1918 |
| Leutnant | Hans von Freden  | 27 maggio 1918 - 17 gennaio 1919 |

## Lista delle basi utilizzate dalla Jagdstaffel 50
- Autremencourt, Francia: 11 gennaio 1918
- Marchais, Francia
- Mont St Martin, Francia
- Rocourt-Saint-Martin, Francia
- Rugny Ferme
- Montbanis Ferme
- Perles, Francia
- Sisson
- Boncourt
- Leffincourt, Francia: settembre 1918
- Attigny, Francia
- Chémery
- Morville: 21 ottobre 1918
- Saint-Gérard

## Lista degli aerei utilizzati dalla Jagdstaffel 50
- Albatros D.III
- Albatros D.V
- Fokker D.VII